# Церква Успіння Пресвятої Богородиці (Верхобуж)
Церква Успіння Пресвятої Богородиці — дерев'яний храм у селі Верхобуж, Золочівського району, Львівської області. Пам'ятка архітектури місцевого значення, від 1990 року, охоронний номер 1439-М.

## Опис
Церква знаходиться в центрі села на рівній ділянці біля дороги, обгороджена металевим парканом з кам'яними стовпцями. Вхід на подвір'я зі сходу та заходу. Одноповерхова будівля з хрещатим планом, по центрі з квадратною навою, до якої зі сходу та заходу прилягають вужчі бокові рамена, з півдня розташований бабинець, вівтар же орієнтований на північ. Між східною стіною вівтаря та північною стіною бокового рамена прибудована прямокутна ризниця. Піддашшя оперте на випусти зрубів. Надопасання до 2014 року були суцільно оббиті бляхою, тож через надмірну її площу зовнішній вигляд сприймався негативно. Стіни підопасання з відкритого зрубу. На низькому світловому восьмерику нави шоломову баню вінчає ліхтар з маківкою. Для кращого освітлення храму, на гребенях дахів бокових рамен влаштовані прозорі ліхтарі з маківками. Бабинець та вівтар вкриті трисхилими дахами. В жовтні 2014 року церкву реставрували, зняли бляху якою були оббиті надопасання, та вкрили її дерев'яною черепицею, замінили бляху на даху, тож церква отримала новий, більш природний, зовнішній вигляд.

## Історія
Точної дати будівництва церкви немає, відомо, що дерев'яна церква була перенесена з гори Збіч до села у 1730 році. Причиною перенесення її в село була страшна чума: напад цієї епідемії на село люди вбачали як кару за те, що храм стоїть віддалений від села. За переказами, ідучи на Берестечко у церкві побував Богдан Хмельницький.Також у ній відбувався молебень перед штурмом Підгорецького замку військом Богдана Хмельницького. В першій половині ХІХ століття аби в церкві могло поміститись більше парафіян, майстри додали довжину у двох крилах, таким чином змінивши її форму в плані. Внаслідок такої перебудови поперечна вісь стала довшою за поздовжню, що зробило церкву нестилевою.
Про перших настоятелів храму невідомо, першим згаданим парохом був о. Михаїл Тарнавський. На початку 1827 року на парафію прибув о. Платон Тарнавський, будучи адміністратором Колтова, він об'єднав дві різні парафії в одну. Такий порядок був більше століття, парохи Колтова ставали завідателями Верхобужа. У 1848 році Верхобузька церква змінила статус з матірної на дочірню. У цей час обидві парафії налічували близько 1170 осіб. У 1934 році, при церкві засноване Братство Господньої Молитви, також церква мала парохіяльну бібліотеку. У цей час назріває конфлікт між парафією та настоятелем. У 1935–1936 рр. верхобузька парафія була у вільному наданні, а у 1936 році о. Володимир Чайковський остаточно покинув Верхобуж, оскільки переїхав до Колтова, а службу відправляв його помічник о. Ярослав Совяк.
Громада села  давно просила настоятеля, який би обслуговував лише одну парафію, оскільки одному священику було важко впоратися з духовними потребами двох сіл. Ось лист наведений мовою оригіналу:
Всесвітліший Високопреподобний гр. к. Мтр. Консисторії во Львові
Громада Верхобуж прилучена до парохії Колтова деканата Залозецкого
Просить о ласкаве наданя до парохії Колтова сталого сотрудника.
Всесвітлійша гр. к. Митрополитальна Консисторіо!
Церков в Верхобужу була в давнійших часах матерною. В році 1848 зістала перемінена на дочерну з матерной церкви Колтова, котра до того року була тілько дочернею. Від 1848 р. всегда роблено нам надію и тішено нас, що громада Верхобуж буде відлучена від Колтова, і зістане самостійною капелянією, але аж по смерти св. п. о. Тарнавського і ми в тій надії спокійно жили.
Та надія при обсадженню нового пароха щезла, ми зістали розчаровані і переконалися, що нас тілько баламучено, бо місто щоби нас відлучити від Колтова, що тогди можна було зробити без всяких для нас видатків, прилучили нас до Колтова з всякими несподіваними тягарями.
Помимо прилучення нас до Колтова всегда о.о. парохи мешкали в Верхобужу і доїзджали на богослуженє до Колтова як то і до нині діє ся. С того ми задоволені, бо маєм всяку вигоду в дійствіях духовних. Однакож як ми зауважаємо наступити мусить такий час в котрім о. парох замешкає в приналежнім місці Колтові, а ми тогди зістанем в великім неспокою касательно дійств духовних. По тій причин що Колтів більше як чверть милі віддалений від Верхобужа, що на весну і в осени дорога ведуча з Верхобужа до Колтова єсть западлива багниста так, що в жаден способ не можна з одного до другого села дістатись. Ми вслідствіє того будем лишені всяких дійств духовних касательно крещенія і похорону і тогди може для нас наступити всяке зло.
С того поводу як и несподівано наступити могучих слідств недобрих, осміляємося смиренно підписані просити Вв. гр. к. Мтр. Консисторію о ласкаве наданє сталого сутрудника до парохії Колтова, котрий міг би мешкати або в Колтові, або в Верхобужу, бо нам ходить о то, щоби ми мали о. духовного до дійств духовних в місци. Вправді хотіли ми ся тепер цілком відлучити від Колтова, але щож зробив коли Св.цк. Староство в Золочеві сказало нам разом зложити 12,000 або річно давати на удержанє о. пароха 500 зл. а ми єсьмо бідні і не возможно нам так великои квоти грошей зложити, для того смиренно підписані просять для парохії Колтова, котрои число душ доходить двох (2,000) тисяч, сталого сутрудника.
Верхобуж дня 26 лютого 1895 р.
28 липня 1936 року декан Іоан Костельний призначив о. Володимира Теленка парохом у Верхобужі. Після його призначення люди одразу взялися до побудови житла для священика. Та з приходом більшовиків будівництво припинилося. у 1944 році о. Володимира Теленко який не перейшов на православ'я було заслано. Довгий час парафія була не обсаджена, церковні відправи виконували священики з Ушні. У 1973 році її було знято з реєстрації, храм закрито.
3 липня 1988 року церкву було урочисто відкрито, святкову службу Божу відправляв о. Василь Саган. На честь цієї події біля церкви було встановлено пам'ятний хрест.

### Священики
- 1794–1814 рр. — парохом у Верхобужі був о. Михаїл Тарнавський (УГКЦ).
- 1814–1820 рр. — парохом у Верхобужі був о. Стефан Домбровський (УГКЦ).
- 1827–1830 рр. — парохом Колтівським та Верхобузьким став о. Платон Тарнавський (УГКЦ).
- 1830–1875 рр. — парохом Колтівським та Верхобузьким був о. Аполлоній (Аполінарій) Тарнавський (УГКЦ).
- 1876–1879 рр. — завідителями парафії були о. Николай Харлампович, о. Афанасій Мойсейович, о. Іоан Жегаллович, о. Михаїл Бондар (УГКЦ).
- 1879–1903 рр. — парохом Колтівським та Верхобузьким був о. Михаїл Чайковський (УГКЦ).
- 1903–1936 рр. — парохом Колтівським та Верхобузьким був о. Володимир Чайковський (УГКЦ).
- 1936–1944 рр. — парохом у Верхобужі був о. Володимир Теленко (УГКЦ).
- 1988–1994 рр. — о. Василь Жолнович (УАПЦ).
- 1994–1996 рр. — о. Олександр Миколаїв (УАПЦ).
- 1996–1999 рр. — о. Ігор Стецишн (УАПЦ).
- 1999–2005 рр. — о. Олег Пузир (УАПЦ).
- 2005–2006 рр. — о. Михайло Улинець (УАПЦ).
- 2006–2012 рр. — о. Іван Ілинич (УАПЦ).
- 2012 — о. Михайло Ферелетич (УАПЦ).

### Громада УГКЦ
У 1993 році відновилася греко-католицька громада, служби в церкві відправляються почергово. Її обслуговували священики: о. Михайло Тимків, о. Ярослав Чучвара, о. Євген Колосок, о. Ігор Леськів, сьогодні — о. Роман Бира.

## Дзвіниця
Разом із храмом, є  дзвіниця, яка розташована на південний захід від храму. Це типова, невелика дерев'яна двоярусна дзвіниця, вкрита пірамідальним наметовим дахом.

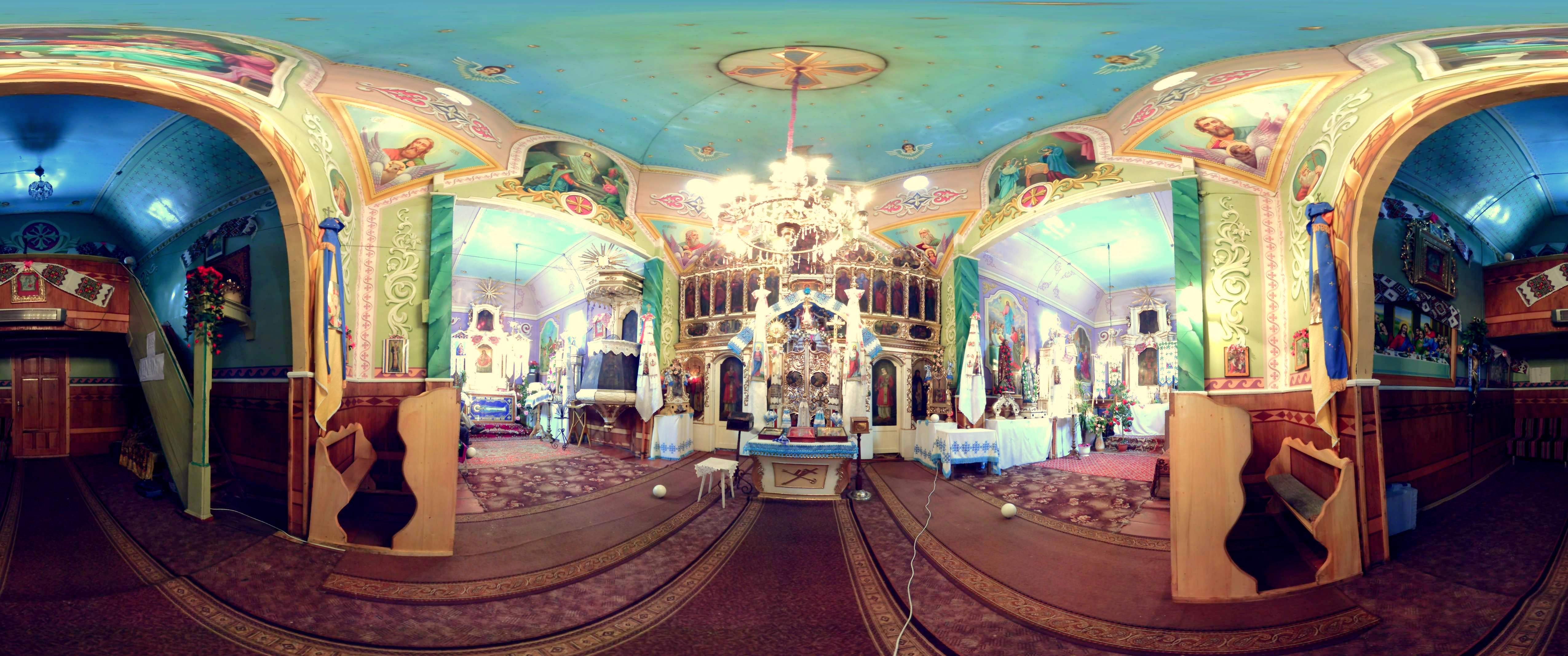
В середині храму